# Deshira Flankör
Deshira Flankör, född Vrajolli 1 januari 1979 i Pristina i Kosovo (dåvarande Jugoslavien), är en svensk moderat politiker. 
Flankör var kommunstyrelsens ordförande i Värmdö kommun mellan 1 januari 2017 och 26 oktober 2022. Efter att ett nytt styre utan Moderaterna bildades efter valet 2022 blev Flankör 2:e vice ordförande i kommunstyrelsen och oppositionsråd. Hon har varit invald som ledamot i Värmdös kommunfullmäktige sedan 2010. Hon har även innehaft ordförandeskapet i Vård- och omsorgsstyrelsen i Värmdö 2012–2014 samt i Bygg-, miljö och hälsoskyddsnämnden 2015–2016.
Flankör flyttade till Sverige 1989 med sina föräldrar och syskon. Familjen bodde i många år i Boden där hon gick i grundskolan och gymnasiet. Hon utbildade sig till redovisningsekonom på Mittuniversitetet i Östersund.